# Costa di Amundsen

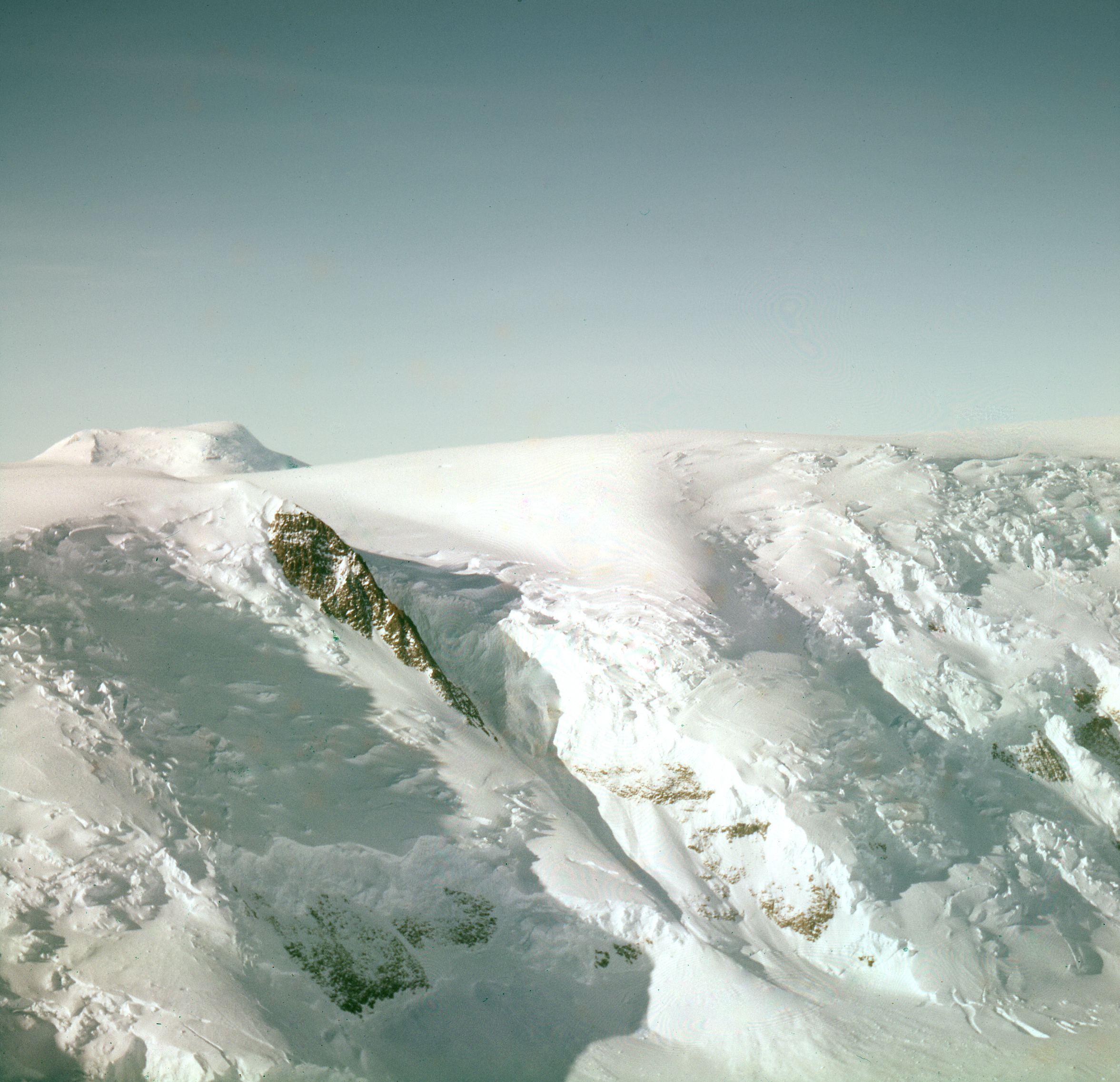
Il ghiacciaio Axel Heiberg, nella costa di Amundsen, durante l'estate australe del 1956-1957.

La costa di Amundsen (85°30′S 162°00′W) è una porzione della costa della Dipendenza di Ross, in Antartide. Lunga circa 225 km, la costa di Amundsen si trova a sud della Barriera di Ross, precisamente tra il versante occidentale del ghiacciaio Scott (85°45′S 153°00′W), a est, e il picco Morris (84°56′S 167°22′W), sul lato orientale del ghiacciaio Liv, a ovest, e confina a nord-est con la costa di Gould e a ovest con la costa di Dufek.

## Storia
Questo tratto di costa è stato così rinominato nel 1961 dal Comitato neozelandese per i toponimi antartici in onore del capitano Roald Amundsen, l'esploratore norvegese che condusse la prima spedizione capace di raggiungere il Polo Sud nel 1911–1912. Dopo aver approntato la Framheim, la base della spedizione, in una località chiamata Baia delle Balene, nella parte orientale della Barriera di Ross, la spedizione si diresse a sud attraverso la piattaforma stessa per poi scoprire una percorso attraverso il ghiacciaio Axel Heiberg proprio lungo quella che sarebbe divenuta la costa Amundsen, da lì la squadra di Amundsen raggiunse l'Altopiano Antartico e quindi, il 14 dicembre 1911, il Polo Sud.
In onore di Roald Amundsen fu denominata anche la piana di Amundsen, una piana abissale dell'Antartide, che non va confusa con il bacino di Amundsen, che invece si trova dall'altra parte del globo nel Mar Glaciale Artico.